# Schwarze Front

Logo der Schwarzen Front

Die Schwarze Front, hervorgegangen aus der Kampfgemeinschaft Revolutionärer Nationalsozialisten (KGRNS), war eine nationalsozialistische Kleinpartei in der Weimarer Republik, die sich selbst als antiparlamentarischer Kampfbund definierte. Die KGRNS entstand 1930 als eine von Otto Strasser forcierte Abspaltung von der NSDAP.

## Geschichte
Seit Otto Strassers Eintritt in die NSDAP im Jahre 1925 hatte er sich immer wieder gegen die von Adolf Hitler angestrebte Programmatik gestellt, insbesondere in den Bereichen Wirtschaftspolitik und Außenpolitik. Während Hitlers bevorzugte Wirtschaftsordnung ein korporativer und staatlich gelenkter Kapitalismus war, präferierte Strasser einen antikapitalistischen nationalen Sozialismus. Außenpolitisch plädierte Hitler für eine Anlehnung an England, Strasser für ein antiwestliches Bündnis mit der Sowjetunion.
Um die Annäherung der NSDAP an die DNVP, welche schließlich in der Harzburger Front gipfelte, nicht zu gefährden, bemühte sich Hitler um 1930, die Vertreter des Strasser-Flügels aus der Partei hinauszudrängen. Nach mehrmaliger gezielter Diskreditierung seiner Person veröffentlichte Otto Strasser am 4. Juli 1930 den Aufruf „Die Sozialisten verlassen die NSDAP“, worin er unter anderem Unterstützung für Mohandas Karamchand Gandhi im indischen Unabhängigkeitskampf forderte und die „Verbonzung“ der NSDAP beklagte. Das Pamphlet fand jedoch nur geringen Anklang, am ehesten noch unter einigen sozialrevolutionär gesinnten Führern der Hitlerjugend. Strassers Bruder Gregor verblieb auch weiterhin in der NSDAP und distanzierte sich öffentlich von Ottos Aufruf. Als Otto Strasser im Juli 1930 die NSDAP verließ, gründete er zusammen mit Eugen Mossakowsky, Bruno Ernst Buchrucker und Herbert Blank die Oppositionsgruppe Kampfgemeinschaft revolutionärer Nationalsozialisten. Diese fusionierte unter anderem mit dem Tat-Kreis und dem Wehrwolf, um die Schwarze Front zu bilden.
Im Oktober 1930 fand in Berlin der erste Reichskongress der Kampfgemeinschaft Revolutionärer Nationalsozialisten statt, auf der man sich zum Antiimperialismus und der Verbrüderung mit der Sowjetunion bekannte. Die Zeitung „Der Nationale Sozialist“ wurde zum publizistischen Organ der Gruppierung. Im Frühjahr 1931 erlebte die personell schwache Organisation einen Auftrieb, als im Zuge der Stennes-Revolte einige hundert Leute aus der Berliner SA in die Schwarze Front eintraten. Darüber hinaus kam es zur Kooperation mit der Gruppe um Walther Stennes, kurzzeitig fusionierte man zur „Nationalsozialistischen Kampfgemeinschaft Deutschlands“. Diese scheiterte jedoch bereits nach wenigen Monaten an politischen und ideologischen Differenzen. Am 15. Februar 1933 wurde die Schwarze Front im Deutschen Reich verboten und aufgelöst. Strasser und manche Anhänger setzten ihre politische Tätigkeit noch einige Jahre im Untergrund und im Exil fort.
Strassers in der Tschechoslowakei gegründetes „Aktionskomitee der Deutschen“ bezeichnete er in grober Selbstüberschätzung als „deutsche Regierung im Exil“. 1938 sagte sich der Organisationsleiter der Front Heinrich Grunow von Strasser los. Dies schien das Ende der Organisation zu bedeuten.

## Personen
- Herbert Blank (1899–1958), politischer Schriftsteller
- Friedrich Borinski[5] (1903–1988), Bildungswissenschaftler
- Bruno Ernst Buchrucker (1878–1966), Offizier
- Rudolf Formis (1894–1935), Ingenieur und Radiotechniker
- Heinrich Grunow (1900–1945), Redakteur und politischer Funktionär
- Helmut Hirsch (1916–1937), deutsch-jüdischer Student und Widerstandskämpfer gegen den Nationalsozialismus
- Karl Jochheim (1909–1987), Nationalrevolutionär und politischer Aktivist
- Kurt Kremser (1895–nach 1963), politischer Aktivist
- Eugen Mossakowsky (1898–1969), Nationalsozialist, Nationalrevolutionär, Redakteur und Widerstandskämpfer gegen das NS-Regime
- Richard Schapke (1897–1940), Nationalrevolutionär, Verbandsfunktionär und Publizist
- Bernhard Strasser (1895–1981), Benediktinermönch und Publizist
- Otto Strasser (1897–1974), nationalsozialistischer Politiker
- Bodo Uhse (1904–1963), Schriftsteller, Journalist und politischer Aktivist